# Макс Штоц
Максиміліан «Макс» Штоц (нім. Maximilian „Max“ Stotz; 13 лютого 1912, Швехат, Австро-Угорщина — 19 серпня 1943, Вітебськ, БРСР) — австрійський і німецький льотчик винищувальної авіації, гауптман люфтваффе (1943, посмертно). Кавалер Лицарського хреста Залізного хреста з дубовим листям.

## Біографія
В 1935 році вступив в австрійську армію, потім переведений в авіацію і пройшов льотну підготовку. Після аншлюсу 1 квітня 1938 року переведений в люфтваффе і зарахований в 3-ю ескадрилью 138-ї (з 1 листопада 1938 року — 134-ї) винищувальної ескадри, дислокованої у Відні-Асперні. Першу перемогу здобув 7 листопада 1939 року, збивши на північний захід від Саарбрюкена французький розвідувальний літак «Потез-63». В 1940-41 роках збив ще 15 британських літаків. Учасник Німецько-радянської війни, воював у складі 54-ї винищувальної ескадри в зоні дії групи армій «Північ». 29 жовтня 1942 року здобув свою 100-у перемогу. 30 грудня 1942 року під час боїв у районі озера Ільмень протягом одного дня збив 10 радянських літаків, а 26 січня 1943 року на його рахунку було вже 150 повітряних перемог. Навесні 1943 року призначений командиром 5-ї ескадрильї 54-ї винищувальної ескадри. 30 травня 1943 року винищувачі Штоца здійснювали операцію з прикриття бомбардувальників, які атакували радянські кораблі на Ладозі, та збили 13 радянських літаків, 1 літак збив сам Штоц (це була його 171 перемога). 19 серпня 1943 року в бою з Як-9 на південь від Вітебська його літак (Fw190А-6) був збитий. Штоц вистрибнув із парашутом, але його подальша доля невідома, і станом на листопад 2021 року він вважається зниклим безвісти.
Всього за час бойових дій здійснив понад 700 бойових вильотів і збив 189 ворожих літаків супротивника, з них 173 радянські.

## Нагороди
- Нагрудний знак пілота (Австрія)
- Медаль «За вислугу років у Вермахті» 4-го класу (4 роки)
- Нагрудний знак пілота
- Медаль «У пам'ять 1 жовтня 1938»
- Залізний хрест
  - 2-го класу (5 листопада 1939)
  - 1-го класу (1 червня 1940)
- Почесний Кубок Люфтваффе (28 вересня 1940)
- Німецький хрест в золоті (1 грудня 1941)
- Лицарський хрест Залізного хреста з дубовим листям
  - лицарський хрест (19 червня 1942) — за 53 перемоги.
  - дубове листя (№ 137; 30 жовтня 1942) — за 100 перемог.
- Кубок 2-ї ескадрильї (статуетка орла) за 100 повітряних перемог (29 жовтня 1942)
- Авіаційна планка винищувача в золоті з підвіскою «700»